# Kortikal kolumn
En kortikal kolumn (även kallad hyperkolumn och ibland även modul) är en grupp av neuroner i hjärnbarken hos människan och andra däggdjur. Nervcellerna i den större delen av hjärnbarken är radiellt organiserade i staplar, kortikala kolumner, som sträcker sig från ytan ner till den vita substansen. Den funktionella likheten av celler genom alla sex lager av kortex indikerar att hjärnbarkens simplaste funktionella enhet är just dessa vertikalt orienterade kolumner - små mikrokretsar bestående av 150 till 300 nervceller. Termen kortikal kolumn används för att benämna ett flertal olika strukturer på olika skalor. Från de smala vertikala kedjor av neuroner som kan observeras i nisslinfärgade sektioner, knappt 1 cell diamanter breda, ibland refererade till som mini eller mikrokolumner, till de kompletta funktionella enheter upp till 1–2 mm i storlek som ibland kallas hyperkolumner. Den "generiska kolumnen" har vid olika tillfällen av olika forskare definierats som mellan 0.2 och 0.3 mm   och 0.5 till 2.0 mm stor..
Forskningen på kortikala kolumner hämtar data i huvudsak från sondering med elektronisk stimulering och infärgning av neuron. Förekomsten av kolumnär organisation i olika delar av cortex på många däggdjur indikerar att kolumner utgör grunden för grundläggande informationsprocessande i cerebrala kortex. Kolumner är således fundamentalt och funktionellt viktigt för bland annat perception, kognition, minnen och medvetandet. Den kolumnära organisationshypotesen, som gör gällande att kortikala kolumner utgör hjärnans minsta komputationella enhet, är den i nuläget mest erkända hypotesen för hur hjärnbarken bearbetar information.
Den höga grad av ordning som påvisas av kolumnära strukturer och den stora mängd data som har samlats in, i synnerhet rörande framväxten av okulära dominanskolumner i primära visuella kortex, har inspirerat ett flertal komputationella modeller av isolerade aspekter av kolumnär utveckling. Det har påvisats att kolumnär utveckling kan vara pådriven av aktivitetsberoende självorganisering och har framgångsrikt modellerats med Hebbianska inlärningsregler.

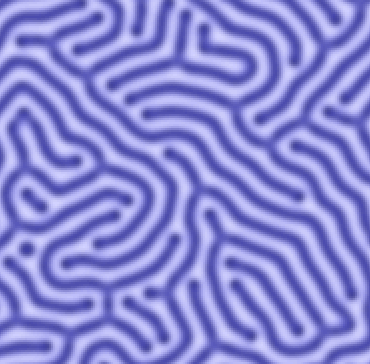
En visualisering av en simulering av okulära kolumnernas mönster.

## Historia
Santiago Ramón y Cajal föreslog kring slutet på 1800-talet att kontaktpunkterna mellan axon och dentriter var det som tillät neuroner att kommunicera. Den amerikanska neurologen Rafael Lorente de Nó var år 1938 antagligen den första att förutse att en grupper av vertikala organiserade neuroner i neocortex kunde forma funktionella enheter. De Nòs hypotes demonstrerades sedermera elegant av David H Hubel och Torsten Wiesel när de upptäckte orienteringen av selektiva kolumner i visuella cortex år 1959. Kort dessförinnan hade Vernon Mountcastle, professor på Johns Hopkins University, formulerat hypotesen om den kolumnära funktionella organisationen av cerebrala kortex. Den första fysiologiska indikationen av kortikala kolumner kom från ett Mountcastles experiment år 1957 där han såg olika kolumner i somatosensoriska cortex av en katt. 1976 lade han fram hypotesen att alla delar av neocortex opererar efter grundläggande principer där kortikala kolumner är den minsta komputationella enheten.

## Kontroverser
Semir Zeki, professor i neuroestetik på University College London, hävdar att jakten på din minsta grundläggande modulen av kortikal organisation liknar fysikernas jakt på den grundläggande enheten av all materia. I det finns ett antangande att de kortikala kolumner utför samma grundläggande funktion över hela hjärnbarken. Men det finns alternativa sätt för hur hjärnan skulle kunna organisera komplex neuronal aktivitet som inte förutsätter förekomsten av en konstant modul likt de kortikala kolumnera. Fåglar har, trots att de helt saknar hjärnbark, förhållandevis överlägsen intelligens jämfört med vissa däggdjur. Med andra ord så kan ett kortikalt system i teorin fungera utan kolumner. Förekomsten av kolumner kan enligt vissa forskare vara en slumpmässig konsekvens av aktivitetsberoende elaboration av synaptiska kopplingar och kan potentiellt sett vara av liten signifikans för kortikal funktion.
En metastudie publicerad i Frontiers in Neuroscience 2011 indikerade att input från celler som ligger utanför kolumnerna spelar en mycket större roll vid kommunikationen neuroner emellan än vad man tidigare antagit.